# Gammersgill
Gammersgill – osada w Anglii, w hrabstwie North Yorkshire. Leży 62 km na północny zachód od miasta York i 326 km na północ od Londynu.